# Monti
Monti é uma comuna italiana da região da Sardenha, província de Sassari, com cerca de 2.427 habitantes. Estende-se por uma área de 123 km², tendo uma densidade populacional de 20 hab/km². Faz fronteira com Alà dei Sardi, Berchidda, Calangianus, Loiri Porto San Paolo, Ólbia, Telti.

## Demografia
| Variação demográfica do município entre 1861 e 2011                               |
|                                                                                   |
| Fonte: Istituto Nazionale di Statistica (ISTAT) - Elaboração gráfica da Wikipedia |